# Artros
Artros, även ledsvikt, är en kronisk ledsjukdom med ökad nedbrytning jämfört med uppbyggnad av brosk i en eller flera leder. Det är ett vanligt tillstånd och förekommer hos miljontals människor globalt. Sjukdomen kännetecknas av en rad anatomiska och fysiologiska förändringar i ledvävnader. Det leder till symptom som smärta, stelhet och svullnad i leden. Sjukdomen kallades tidigare för "ledförslitning", men denna benämning har man övergivit eftersom artros inte beror på överbelastning eller förslitning av leden.
Forskning under 2000-talet pekar mot att artros inte endast är relaterat till mekanisk belastning av leden, utan även andra biokemiska faktorer påverkar. Människor som ägnar sig åt måttlig fysisk aktivitet löper inte större risk för artros än andra. Vanliga leder som angrips av artros är de yttersta fingerlederna, tumbasleder, höft- och knäleder.

## Epidemiologi
Globalt har uppskattningsvis 240 miljoner människor symptomgivande artros. I åldersgruppen 60 år och äldre har 10 % av männen och 18 % av kvinnorna symptomgivande artros. Enligt en studie av Global Burden of Diseases, Injuries and Risk Factors (GBD) är den åldersstandardiserade globala förekomsten av symptomatisk, radiologiskt bekräftad höft- och knäartros 3754 per 100 000 personer. Den årliga incidensen för dessa leder är 181 per 100 000 personer. Detta markerar en ökning med 9,3 procent vad gäller prevalens och 8,2 procent i incidens sedan år 1990.

### Sverige
Artros förekommer hos ungefär var fjärde person i Sverige över 45 år, vilket motsvarar cirka 1 miljon människor. Fem procent av alla individer mellan 35 och 54 år uppskattas ha tecken på artros. Sjukdomsfrekvensen ökar med åldern.

## Riskfaktorer
Förekomsten av artros ökar med åldern, och beror sannolikt på en kumulativ exponering av övriga riskfaktorer och biologiska förändringar i ledstrukturer över tid.
Riskfaktorer för artros i knäled:
- Kön: Kvinnor har högre risk.
- Genetik: Familjehistoria och genetiska faktorer.
- Övervikt: Ökad risk, särskilt i knäleden.
- Muskelstyrka: Svaghet i knäextensor och flexor muskler.
- Skada och kirurgi: Främre korsbandsskador, meniskskador och kirurgi som meniskektomi.
- Ben/ledform: Specifika morfologiska egenskaper i tibio-femorala leden.
- Yrke: Fysiskt krävande yrken.
- Benlängdsskillnad: Association finns för ökad risk i det kortare benet.

För artros i knäleden finns en betydande ärftlighet för kvinnor. Knäledsartros som leder till operation har beräknats till 80 procents ärftlighet. För kvinnor var ärftligheten konstant hög efter 50 års ålder. För män har ärftligheten beräknats till 39 procent för knäledsartros, ärftligheten började öka efter 68 års ålder. Ärftligheten minskade markant om männen hade högre BMI.
Riskfaktorer för artros i höftleden:
- Kön: Kvinnor har högre risk.
- Genetik: Familjehistoria och genetiska faktorer.
- Övervikt: Ökad risk, men mindre uttalad än för knä.
- Ben/ledform: Cam-förändringar och acetabulär dysplasi.
- Yrke: Fysiskt krävande yrken.
- Olika långa ben: Associerat med ökad risk för radiologisk och symptomatisk artros. Förekomsten kan vara vanligare i det kortare benet.

Epidemiologiska studier har visat att ärftlighet är den viktigaste riskfaktorn för artros i den allmänna befolkningen. Olika typer av gener för olika egenskaper, påverkar risken att utveckla artros på ett komplext sätt, exempelvis genom att styra:
- kroppsvikt
- muskelmassa
- benstruktur
- hur bra vi är på att undvika skador och hur bra kroppen är på att läka dem.

En systematisk översikt från SBU, utförd 2016, undersökte arbetsmiljöns betydelse för artrosbesvär visar att det finns faktorer i arbetsmiljön som har ett samband med artrosbesvär. Att arbeta fysiskt ansträngande, att gå i trappor och klättra samt att lyfta och bära har ett samband med både knä- och höftartros. De som arbetar knästående och stående har oftare artros i knän än andra, medan personer som sitter i sitt arbete har lägre förekomst av artrosbesvär i knän än andra. SBU:s rapport konstaterar även att det saknas forskning på vilka enskilda moment i arbetet som kan leda till artros. På vilket sätt enskilda arbeten ökar risken för artros, och hur det ska förebyggas, saknas det således forskning på.
Artros kan delas in i primär och sekundär artros: primär artros saknar specifik bakomliggande förvärvad orsak, vilket är det vanligaste, och sekundär artros avser artros orsakad av exempelvis medfödd sjukdom, trauma/skada eller tidigare sjukdom såsom tidigare ledinflammation.

## Symtom

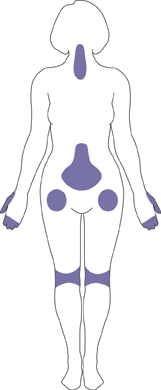
Vanligaste lederna som drabbas av artros: händer (yttre fingerlederna och tumme), hals, ländrygg, höft och knän.

Vanliga symptom vid artros är smärta, stelhet efter inaktivitet samt funktionsnedsättning. Det är också vanligt med krepitationer (knäppningar i leden vid rörelse/belastning) och ömhet över ledspringor.
Smärtan vid artros uppträder oftast gradvis och kan komma i skov. Smärtan är till en början beroende av rörelse och belastning, men långt gången artros kan även ge smärta utan rörelse eller belastning. Det kan även förekomma akut smärta och svullnad i det drabbade området. Svår artros kan till symptom och funktionspåverkan likna reumatoid artrit, och kan leda till sjukskrivning och vårdbehov via bland annat läkare och fysioterapeut.
Den vanligaste leden att drabbas av artros är knäleden, vilket drabbar kvinnor i större utsträckning än män. Andra vanliga leder är finger-, tumbas- och höftled, men det förekommer även att axel-, armbågs-, fot- och tåled drabbas.

## Diagnostik
Artros är en klinisk diagnos, vilket innebär att diagnosen ställs av vårdgivare utifrån sjukhistoria och undersökning av knät. Diagnos ställs baserat på patientens smärta, stelhet och funktionsnedsättning. För att veta när diagnosen artros kan sättas vid knäledssmärta, finns det tre vanliga klassifikationssystem:
1. EULAR (European League Against Rheumatism)
2. ACR (American College of Rheumatology)
3. NICE (National Institute for Health and Care Excellence).

Kriterierna för de olika klassifikationssystemen: 
EULAR
- Ålder över 40 år.
- Rörelserelaterad knäsmärta.
- Morgonstelhet under 30 minuter.
- Funktionella begränsningar.
- Ett eller fler typiska fynd: Krepitationer, begränsad rörelse och breddökning av led.

ACR
- Ålder 50 år eller äldre.
- Ingen eller morgonstelhet under 30 minuter.
- Knakande ljud (krepitationer).
- Ömhet över led.
- Breddökning av led.
- Ingen påtaglig värme över led.

NICE
- Aktivitetsrelaterad ledsmärta hos person som är 45 år eller äldre.
- Ledrelaterad smärta vid aktivitet.
- Ingen morgonstelhet, eller morgonstelhet som varar mindre än 30 minuter.

Då NICE-kriterierna har visats ha hög sensitivitet, vilket innebär att de effektivt fångar upp de flesta fall av artros, är de här kriterierna värdefulla att använda inom primärvård, där man vill fånga upp människor med artros i ett tidigt stadium. De två andra klassifikationssystemen,. ACR och EULAR lämpar sig bättre för forskning, där man vill vara säkrare på att inte få med individer utan artros.
Röntgen bidrar inte till säkrare diagnos utöver kroppslig undersökning. Graden av symptom stämmer dåligt överens med graden av eventuella artrosförändringar som kan ses på röntgen. Det kan också ta flera år innan artrosförändringar syns på röntgen. Endast vid oklar diagnos används slätröntgen. I Sverige undersöks ofta leden med röntgen inför ställningstagande till protesoperation. Användning av skintigrafi, datortomografi och magnetresonanstomografi (MR) har litet värde utöver annan undersökning.

## Behandling

### Fysioterapi
Enligt internationella behandlingsriktlinjer ska artros primärt behandlas med fysioterapeuthandledd träning, utbildning och vid behov hjälp med viktkontroll. I Sverige finns den så kallade Artrosskolan att tillgå på de flesta orter, och även en digital version finns, som tillhandahåller just detta. Specifik och handledd träning vid artros ger samma effekt på smärta som smärtstillande läkemedel, utan negativa bieffekter.
I en översiktsartikel från 2023 kom man fram till att effekten av träning för artros hade signifikant positiva effekter på smärta och funktion. Men effekterna var blygsamma och ansågs inte vara kliniskt relevanta. Författarna noterar att även om träning kanske inte har så stor effekt på just artros, är den viktig för hälsan i övrigt. De tar upp att förbättringar man ser vid träning kan ha att göra med placebo, regression mot medelvärdet, kontextuella faktorer, och sjukdomens naturalförlopp.
Två systematiska kunskapssammanställningar (Cochrane-rapporter) som utvärderat knä- och höftartros visar att träning (ej i vatten) kan öka självrapporterad fysisk funktionsförmåga och minska smärta vid höft- och knäartros. SBU lyfter också att av de 54 ingående studierna i Cochrane-rapporten, var det endast 19 som hade hög kvalitet, trots att endast fyra försökt blinda patienterna och att all data var självrapporterad av patienterna. Kombinationen av att deltagare inte var blindade och att utfallen mättes med självskattningsmetoder kan öka risken för en överskattad effekt. Resultaten är underlag för de nationella riktlinjer som Socialstyrelsen har tagit fram.

### Läkemedel
Vid behov kan tilläggsbehandling användas så som smärtstillande läkemedel och antiinflammatoriska läkemedel. Paracetamol har begränsat värde vid artros.
En dansk randomiserad kontrollerad studie från 2022 visade att fyra intraartiklära injektioner med koksalt under loppet av åtta veckor, gav lika stor effekt på smärta och funktion som utbildning och träning under samma tid. Injektionerna med koksalt användes som open label placebo, vilket innebär att patientgruppen visste att de fick placebobehandling. Vid uppföljning 1 år senare hade båda grupperna små kvarstående förbättringar, det var ingen skillnad mellan grupperna.
Glukosamin är ett läkemedel som används av vissa med artros. Dess effektivitet mot artros är dock obevisad, och många patienter blir inte förbättrade av läkemedlet. SBU genomförde 2022 en litteratursökning på kondroitin och glukosamin. På kort sikt visade studierna att kondroitin hade en liten effekt på smärta, men det är oklart om effekterna var kliniskt betydelsefulla. När det gällde glukosamin var effekten ännu mer oklar. Studierna var också i hög grad behäftade med jävsproblematik.

### Hjälpmedel
Gånghjälpmedel och ortoser och kryckkäppar kan provas för att förbättra gångförmågan.

### Kirurgi
När konservativ behandling inte längre ger tillräcklig lindring kan ledkirurgi övervägas, i Sverige vanligen en total ledplastik: ledytorna ersätts med en ledprotes.

#### Protes
Vid inoperering av ledprotes föreligger risk för protesinfektion, vilket kan vara livshotande och långvarig. En annan komplikation till kirurgisk behandling, vid höftproteskirurgi, är luxation av höftleden (leden hoppar ur ledpannan). Detta kan oftast åtgärdas enkelt, men om det sker flera gånger kan patientens tillstånd förvärras, vilket kan leda till behov av ny operation.

#### Osteotomi
Osteotomi är en kirurgisk teknik som används för att behandla knäartros, särskilt hos yngre patienter som önskar bevara så mycket som möjligt av knäts ursprungliga struktur. Metoden innebär att benet skärs och riktas om för att korrigera den mekaniska belastningslinjen i nedre extremiteten, vilket kan minska smärta och förbättra funktionen i knäleden. Tekniken är ett alternativ till protesoperation och konservativ behandling, som endast ger symtomlindring. 
Osteotomi kan utföras på olika delar av benstrukturen runt knät, inklusive hög tibial osteotomi (HTO), proximal fibulär osteotomi (PFO) och distal femur osteotomi (DFO). Varje teknik har sina egna fördelar och indikationer, och flera modifierade metoder har utvecklats för att möta specifika patientbehov. Detta ingrepp kan göra att behovet av protes skjuts upp med cirka 5-10 år, vilket är önskvärt då proteser har en viss livslängd.
Osteotomi anses innebära mindre risken än protesoperation, som innebär högre risk för infektion. Yngre patienten kan behöva flera reviderande operationer och metoden anses vara förenad med låg risk.  Även om vissa studier indikerar att osteotomi kan minska smärta och förbättra knäfunktion, baseras dessa resultat främst på jämförelser mellan olika osteotomitekniker. Det finns för närvarande ingen stark evidens som stödjer att en osteotomiteknik är överlägsen en annan. Dessutom föreligger stor brist på studier som jämfört osteotomi med icke-kirurgiska behandlingsalternativ. Författarna till en review 2014 ansåg att komplikationer efter ingreppet var vanliga och att det inte fanns evidens för ingreppets har bättre effekt än konservativa alternativ.

#### Artroskopi
Artroskopisk kirurgi, även kallad titthålsoperation, där lösa och förändrade delar av menisk och ledbrosk tas bort saknar effekt vid artros. Detta har tidigare varit ett relativt vanligt ingrepp. Metoden innebär en ökad risk för infektion i leden, ansamling av vätska, blodutgjutning i ledhålan, blodpropp samt acceleration av begynnande artrossjukdom. Dessutom innebär operationen en relativt stor kostnad för hälso- och sjukvården. Av de här skälen är denna typ av ingrepp icke-göra vid artros.